# Parafia św. Mikołaja Biskupa w Lądku
Parafia Świętego Mikołaja Biskupa w Lądku – jedna z 5 parafii leżąca w granicach dekanatu golińskiego. Erygowana w XII wieku. Mieści się przy Rynku.

## Dokumenty
Księgi metrykalne: 
- ochrzczonych od 1945 roku
- małżeństw od 1945 roku
- zmarłych od 1945 roku